# Чофлану (Олт)
Чофлану (рум. Cioflanu) насеље је у Румунији у округу Олт у општини Дањаса. Oпштина се налази на надморској висини од 62 m.

## Становништво
Према подацима из 2002. године у насељу је живело 757 становника, од којих су сви румунске националности.